# Udon Thani
Udon Thani (in thailandese อุดรธานี) è una città maggiore (thesaban nakhon) della Thailandia di 120 202 abitanti (nel 2020). Il territorio comunale occupa una parte del distretto di Mueang Udon Thani, che è capoluogo della Provincia di Udon Thani, nel gruppo regionale della Thailandia del Nordest.

## Geografia fisica

### Territorio
Udon Thani si trova in un territorio pianeggiante nella parte settentrionale dell'altopiano di Korat, 570 km a nord-est di Bangkok e 62 km a sud di Nong Khai, la città thailandese sul confine con il Laos.

### Clima
La temperatura media mensile massima è di 36,3° in aprile, durante la stagione secca, con un picco di 43° registrato in aprile, mentre la media mensile minima è di 16,3° a dicembre, nella stagione fresca, con un picco di 4,2° a dicembre. La media massima mensile delle precipitazioni piovose è di 285,1 mm in agosto, nella stagione delle piogge, con un picco giornaliero di 274,5 mm in luglio. La media minima mensile è di 2,9 mm in dicembre. La stagione fresca va da ottobre a febbraio, quella secca da febbraio ad aprile e quella delle piogge da maggio a ottobre.

## Trasporti e infrastrutture
Per il centro città transita la strada statale 2, thanon Mittraphap, principale arteria del Nordest, cha collega Nong Khai con Saraburi, dove confluisce nella strada statale 1 thanon Phahonyothin che porta da Bangkok alla Thailandia del Nord. A Udon Thani comincia la strada statale 22 che termina a Nakhon Phanom, nei pressi del confine con il Laos. È la parte iniziale della Asian Highway AH15 che prosegue attraversando il Mekong sul terzo ponte dell'amicizia thai-lao, passa per Thakhek in Laos e termina nella città vietnamita di Vinh.
La stazione di Udon Thani si trova a est del centro città, e serve la linea per Nong Khai della Ferrovia di Stato della Thailandia, che collega Bangkok con la frontiera del Laos vicino a Nong Khai. L'aeroporto è situato qualche chilometro a sud del centro cittadino.